# 楚州 (东魏)
楚州，中国南北朝时设置的州。
东魏武定七年（549年）改南梁的北徐州置楚州，治燕县钟离城（今安徽省凤阳县东北临淮关）。下辖彭郡、沛郡、钟离郡、陈留郡、马头郡、安定郡、广梁郡、鲁郡、北谯郡、济阳郡、北阳平郡。辖境相当今安徽省淮河以南，瓦埠湖以东及女山湖、池河流域地区。北齐齐文宣帝改楚州为西楚州，下辖广安郡、钟离郡、荆山郡、阴陵郡、济阴郡。隋朝改名濠州。